# Mickie Most
Mickie Most, rođen je kao Michael Peter Hayes  ( 20.lipnja,1938. – 30.svibnja, 2003.), bio je znani engleski glazbeni producent,  manager i vlasnik gramofonske tvrtke RAK Records. Pomogao je u otkrivaju i stvaranju zvijezda od britanskih rock skupina i pjevača, poput;  Animalsa, Herman's Hermitsa, Donovana, i Suzi Quatro.

## Životopis
Most je rođen u Aldershotu, Hampshire, preselio se u London 1951. Most se vrlo rano zarazio glazbom britanskih skiffle i ranih rock 'n' roll skupina. 
Školu je napustio već s 15 godina, pokušao se probiti kao glazbenik, pa kao skladatelj i tekstopisac, na kraju se je pronašao u glazbenoj produkciji i upravljanju karijerama mladih rock talenata.
Njegov prvi uspjeh bilo je otkriće grupe The Animals u klubu A-Go-Go u Newcastlu, i produkcija njihovog prvog hita Baby Let Me Take You Home. Odmah zatim napravio je planetarni uspjeh s njima, produkcijom singl ploče The House of the Rising Sun. Most je za ovaj singl dobio Grammyevu nagradu 1964. za producenta godine.
Most je nastavio s lansiranjem zvijezda i osvajanjem top lista sa sastavom Herman's Hermits, zatim s pjevačicom Brendom Lee ( 1964.). Zatim je producirao prve snimke folk pjevača Donovana pa pjevačice Lulu;  To Sir, with Love, The Boat That I Row, Boom Bang-A-Bang (ovo je bila britanska predstvnica 1969. na Eurosongu).
On je bio producent najvećeg hita gitarista Jeff Becka Love is Blue, kao i albuma njegove grupe Jeff Beck Group Truth i Beck-Ola.
Sedamdesetih se s partnerom Peter Grantom bacio na proizvodnju vinilnih ploča i glazbeno izdavaštvo u zajedničkim tvrtkama RAK Records i RAK Music. Tvrtka je jako dobro radila, s brojnim izvođačima; Julie Felix, Mary Hopkin, Suzi Quatro, Hot Chocolate,  Kim Wilde i brojnim drugim. 
Most je umro od raka 2003.g. kao veliki bogataš ( među 500 najbogatih engleza).

## Diskografija
Kompilacije:
- Best of Mickie Most and His Playboys (1994)
- To Sir With Love: The Complete Mickie Most Recordings (2005) EMI

## Vanjske poveznice
- Mickie Mostov RAK Music Publishing  Arhivirana inačica izvorne stranice od 24. prosinca 2008. (Wayback Machine)